# Scopula holobapharia
Scopula holobapharia là một loài bướm đêm trong họ Geometridae.